# Харин, Павел Петрович
Павел Петрович Харин (8 июня 1927, Ленинград — 6 марта 2023) — советский спортсмен (гребля на каноэ), олимпийский чемпион 1956 года. Мастер спорта СССР (1955). Заслуженный мастер спорта СССР (1957).
Участник Великой Отечественной войны.

## Спортивная карьера
- Олимпийский чемпион 1956 года в гребле на каноэ-двойке с Грацианом Ботевым на дистанции 10 000 м
- Серебряный призёр олимпийских игр 1956 года в гребле на каноэ-двойке на дистанции 1 000 м
- Участник олимпийских игр 1952 года — 10 место (каноэ-одиночка, 10 000 м)
- Чемпион Европы 1957 (каноэ-двойка, 1 000 м)
- Серебряный призёр чемпионата Европы 1957 (каноэ-двойка, 10 000 м)
- 4-кратный чемпион СССР в 1956 — 1960 годах на различных дистанциях.

Скончался 6 марта 2023 года. Похоронен на Волковском православном кладбище.

## Награды
- Орден Отечественной войны II степени
- Орден «Знак Почёта» (27.04.1957) — «за успехи, достигнутые в деле развития массового физкультурного движения в стране, повышения мастерства советских спортсменов, и успешное выступление на международных соревнованиях»
- Медаль «За оборону Ленинграда»
- Медаль «За победу над Германией»